# Atletisme als Jocs Olímpics d'Estiu de 1912 - triple salt masculí

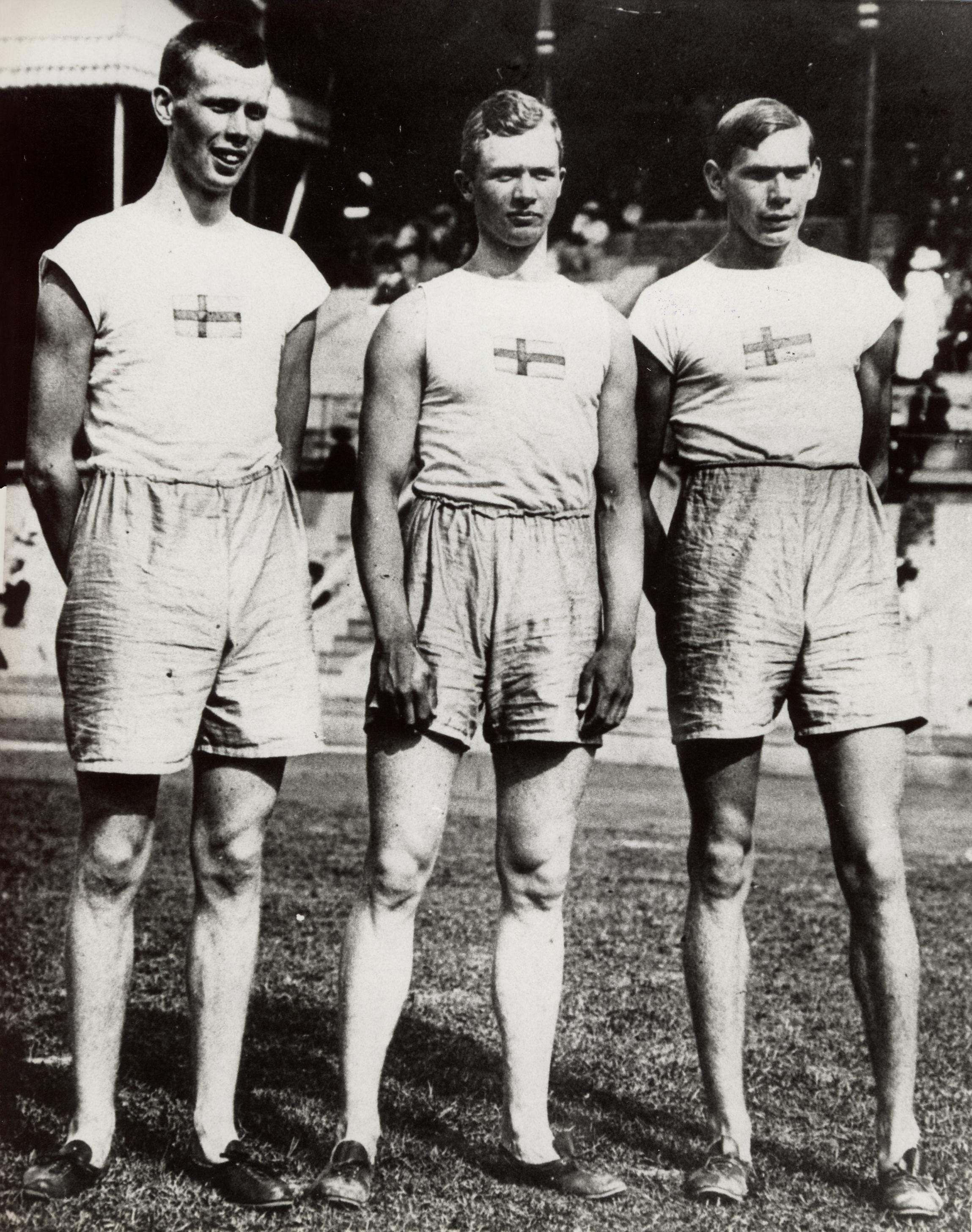
D'esquerra a dreta Gustaf Lindblom, Georg Åberg i Erik Almlöf als Jocs de 1912

El triple salt masculí va ser una de les proves del programa d'atletisme disputades durant els Jocs Olímpics d'Estocolm de 1912. Aquesta va ser la cinquena vegada que es disputava aquesta competició, sent una de les 12 que s'han disputat en totes les edicions dels Jocs. La prova es va disputar el dilluns 15 de juliol i hi van prendre part 20 atletes de 7 nacions diferents.
La prova va ser dominada pels saltadors suecs, que van ocupar les tres places de podi.

## Medallistes
| Or                    | Plata             | Bronze            |
| Gustaf Lindblom (SWE) | Georg Åberg (SWE) | Erik Almlöf (SWE) |

## Rècords
Aquests eren els rècords del món i olímpic que hi havia abans de la celebració dels Jocs Olímpics de 1912.
| Rècord del Món | 15m 52cm | Dan Ahearn  | Nova York (USA) | 30 de maig de 1911   |
| Rècord Olímpic | 14m 92cm | Tim Ahearne | Londres (GBR)   | 25 de juliol de 1908 |

## Resultats
Cada saltador tenia l'oportunitat de fer tres salts. Els tres millors podien realitzar tres salts més de millora.
| Posició | Atleta                 | Preliminar | Preliminar | Preliminar | Preliminar | Final | Final | Final | Millor salt |  |
| Posició | Atleta                 | 1          | 2          | 3          | Posició    | 4     | 5     | 6     | Millor salt |  |
| ------- | ---------------------- | ---------- | ---------- | ---------- | ---------- | ----- | ----- | ----- | ----------- |  |
| 1       | Gustaf Lindblom (SWE)  | 14.74      | 14.76      | 14.20      | 1r         | —     | 14.35 | 14.32 | 14.76       |  |
| 2       | Georg Åberg (SWE)      | 13.58      | 13.90      | 14.51      | 2n         | —     | 14.03 | —     | 14.51       |  |
| 3       | Erik Almlöf (SWE)      | —          | 13.46      | 14.17      | 3è         | —     | 13.85 | 14.10 | 14.17       |  |
|         |                        |            |            |            |            |       |       |       |             |  |
| 4       | Erling Vinne (NOR)     | 13.63      | 14.14      | 13.34      | 4t         |       |       |       | 14.14       |  |
| 5       | Platt Adams (USA)      | 13.72      | 14.09      | —          | 5è         | 14.09 |       |       |             |  |
| 6       | Edvard Larsen (NOR)    | 13.27      | 13.90      | 14.06      | 6è         | 14.06 |       |       |             |  |
| 7       | Hjalmar Ohlsson (SWE)  | 14.01      | 13.87      | 13.91      | 7è         | 14.01 |       |       |             |  |
| 8       | Nils Fixdal (NOR)      | 13.96      | 13.58      | 13.66      | 8è         | 13.96 |       |       |             |  |
| 9       | Charles Brickley (USA) | 13.88      | 13.84      | 13.77      | 9è         | 13.88 |       |       |             |  |
| 10      | Gustaf Nordén (SWE)    | 13.81      | 12.76      | —          | 10è        | 13.81 |       |       |             |  |
| 11      | Johan Halme (FIN)      | 13.79      | 13.43      | 13.51      | 11è        | 13.79 |       |       |             |  |
| 12      | Inge Lindholm (SWE)    | 13.14      | 13.57      | 13.74      | 12è        | 13.74 |       |       |             |  |
| 13      | Edward Farrell (USA)   | —          | 13.42      | 13.57      | 13è        | 13.57 |       |       |             |  |
| 14      | Otto Bäurle (GER)      | 13.12      | —          | 13.52      | 14è        | 13.52 |       |       |             |  |
| 15      | Gustav Kröjer (AUT)    | 12.90      | 13.45      | 12.95      | 15è        | 13.45 |       |       |             |  |
| 15      | Patrik Ohlsson (SWE)   | 12.98      | 13.37      | 13.45      | 15è        | 13.45 |       |       |             |  |
| 17      | Skotte Jacobsson (SWE) | 13.33      | —          | 12.71      | 17è        | 13.33 |       |       |             |  |
| 18      | Calvin Bricker (CAN)   | 13.25      |            |            | 18è        | 13.25 |       |       |             |  |
| 19      | Timothy Carroll (GBR)  | —          | 12.54      | 12.56      | 19è        | 12.56 |       |       |             |  |
| 20      | Arthur Maranda (CAN)   | 12.53      | 12.07      | 12.25      | 20è        | 12.53 |       |       |             |  |